# Эверлинг, Надежда Альфредовна
Надежда Альфредовна Эверлинг (1962, Ленинград — 28 декабря 2014, Санкт-Петербург) — российский художник (живописец, график, художник театра, создатель коллажей из ткани).

## Биография
Надежда Эверлинг родилась в 1962 году в Ленинграде. Училась в средней художественной школе при Академии художеств.
В 1988 году окончила художественно-постановочный факультет Ленинградского государственного института театра, музыки и кинематографии (класс Геннадия Сотникова).
Член Союза художников России с 1990 года.
В 1999—2002 годах — главный художник театра «Мимигранты».
С 2005 года — преподаватель живопись в Академии театрального искусства.
Была замужем за художником Михаилом Гавричковым. Есть сын Михаил Гавричков-младший.
Скончалась 28 декабря 2014 года

## Творчество
С 1986 по 2009 годы состоялись 14 персональных выставок Надежды Эверлинг, также она приняла участие более чем в 100 коллективных выставках.
Произведения художницы находятся в частных собраниях России, Германии, Австрии, Италии, США, Норвегии и в коллекциях музеев Старой Ладоги, Твери, Севастополя и Москвы.
В 2016 году в издательстве Галерея Печати вышло издание первого художественного альбома Надежды Эверлинг. Издание было осуществлено посредством краудфандинга на платформе planeta.ru. Издание поддержали заведующий Отделом новейших течений Государственного Русского музея Александр Боровский, художники Михаил Шемякин и Владимир Шинкарев, отозвавшиеся о Надежде Эверлинг, как о «возможно, самом недооцененном из крупных ленинградских художников».